# Cassie Kinoshi

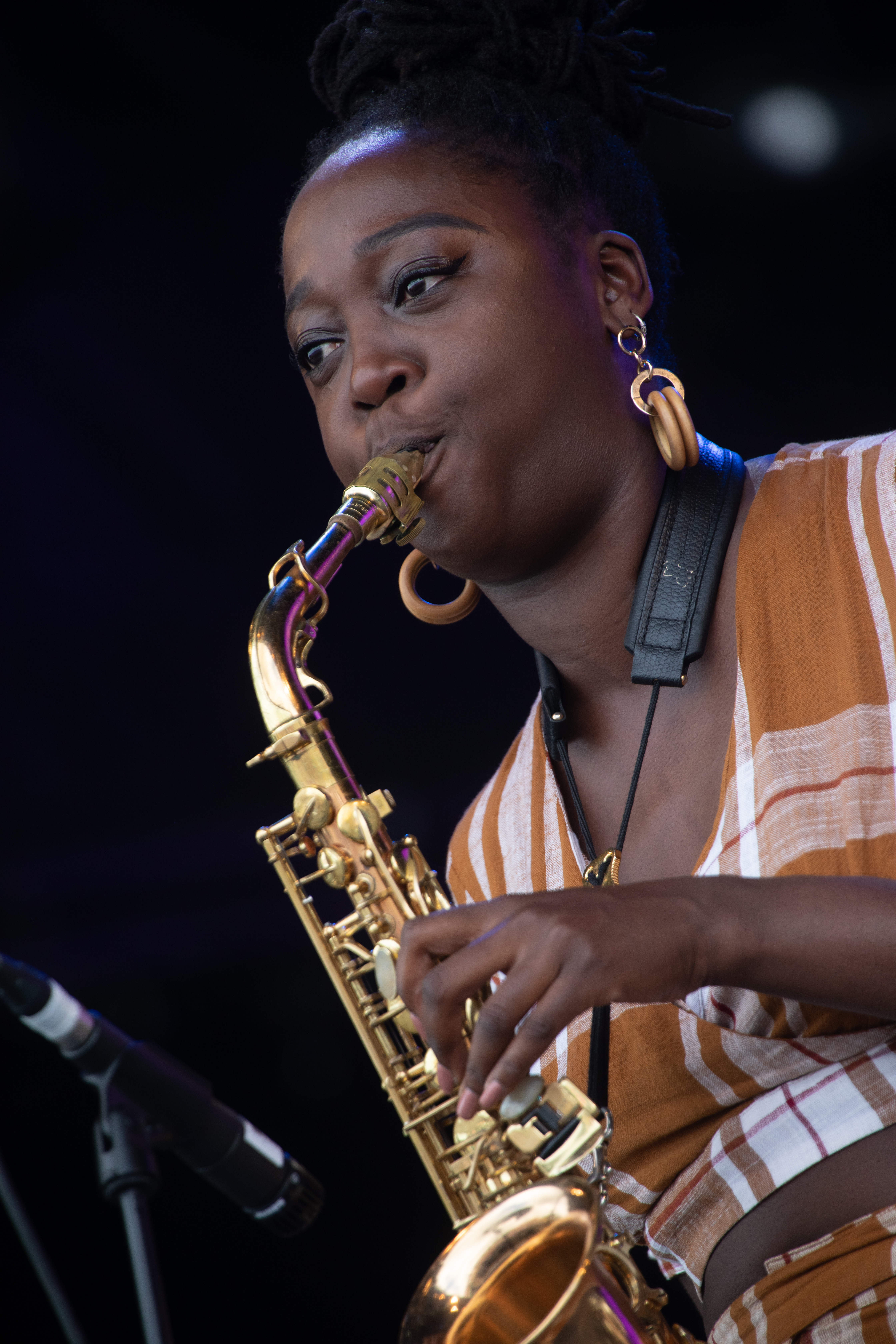
Cassie Kinoshi (2019)

Cassie Kinoshi (* 1993) ist eine britische Jazzmusikerin (Altsaxophon, Komposition).

## Leben und Wirken
Kinoshi wuchs in Welwyn Garden City, Hertfordshire, auf; ab dem Alter von sechs Jahren erhielt sie klassischen Klavierunterricht. Mit zwölf Jahren lernte sie Klarinette, um dann aufs Altsaxophon zu wechseln. Mit 17 Jahren zog sie zum Studium nach London. Bis 2015 studierte sie Komposition am Trinity Laban Conservatoire of Music and Dance. Daneben besuchte sie die Jazz-Workshops der Tomorrow’s Warriors.
Kinoshi organisierte sich im kollaborativen Septett Nérija, das für den Jazz FM Breakthrough Act 2016 nominiert und bei den Parliamentary Jazz Awards 2017 als „Newcomer“ ausgezeichnet wurde. Sie ist auf dessen gleichnamiger EP und dessen Album Blume zu hören. Sie hat mit Musikern wie Dele Sosimi, Zoe Rahman, Nathaniel Facey, Yazz Ahmed und Laura Jurd gearbeitet.
Seit 2016 leitet Kinoshi die zehnköpfige Gruppe SEED Ensemble, die 2019 das Album Driftglass mit eigenen Kompositionen veröffentlichte und dafür im selben Jahr für den Mercury Prize nominiert wurde. 2024 legte sie mit SEED bei International Anthem das Album Gratitude vor.
Weiterhin gehört Kinoshi zu Sheila Maurice-Greys Band Kokoroko (Could We Be More 2022). Sie ist auch auf Alben von Nubya Garcia (Source) und den Sons of Kemet (Black to the Future) zu hören.
Kinoshi ist Stipendiatin des Cameron Mackintosh Resident Composer Scheme, war Teil des Panufnik Scheme 2018–19 des London Symphony Orchestra und wurde als einzige Komponistin für das professionelle Entwicklungsprogramm 2016–17 des Old Vic Theatre ausgewählt. Als Komponistin hat sie sowohl Musik für zeitgenössische Kurzfilme als auch für klassische Ensembles wie das Benyounes Quartet und Mitglieder des BBC Symphony Orchestra geschrieben. Zudem verfasste sie Theatermusiken, etwa Top Girls für das National Theatre, Pagans für das Old Vic Theatre und SuperBlackMan für das Battersea Arts Centre.
Seit Anfang 2024 lebt Kinoshi in Berlin.

## Diskographische Hinweise
- SEED Ensemble Driftglass (Jazz Re:freshed 2019, mit Sheila Maurice-Grey, Miguel Gorodi, Joe Bristow, Theon Cross, Chelsea Carmichael, Sarah Tandy, Joe Armon-Jones, Rio Kai, Patrick Boyle)
- Cassie Kinoshi's Seed: Gratitude (2014)

## Filmmusik
- 2023: Muna